# Bengt Cidden Andersson
Bengt "Cidden" Andersson, egentligen Bengt Arne Andersson, född 13 juni 1948 i Billeberga församling, Malmöhus län, död 3 januari 2013 i Läckeby, Åby församling, Kalmar län, var en svensk rörmokare och poet.
Andersson arbetade som rörmokare när han på 1980-talet slog igenom som poet. 1991 gav han ut "Hela bollen ska ligga still" som uteslutande handlar om fotboll och gjorde honom känd som författare av fotbollslyrik. Han har även författat "Smidda sanningar" och var värd för programmet Sommar i Sveriges Radio 1989. Många av hans diktsamlingar är illustrerade av Ebbe Eberhardson.